# Ach, du lieber Augustin
Ach, du lieber Augustin är en österrikisk visa skriven av Marx Augustin 1679. Marx Augustin hade förlorat alla sina vänner till pesten och diktade en kväll 1679 på värdshuset Zum roten Dachl i Wien denna självbiografiska pessimistiska visa.
Melodin blev senare känd som "Ju mer vi är tillsammans", även känd i Sverige som signaturmelodi till Melodikrysset i P4.